# Mariano Gerada
Mariano Gerada fue un escultor maltés, nacido el año 1766 y fallecido el  1823.

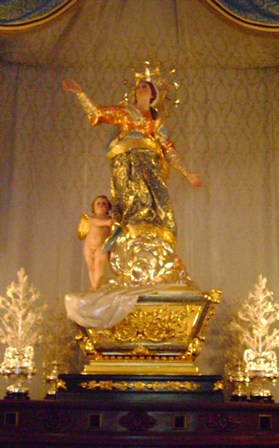
Estatua de la Ascensión de María, tallada en bloque de madera por Mariano Gerada en 1808.

## Vida y obras
Se formó en Valencia, España , y saltó a la fama con sus estatuas policromadas de madera, cuyas curvas exquisitas revelan un profundo conocimiento de las imágenes devocionales góticas. Uno puede encontrar varias estatuas titulares dispersas en Malta que fueron talladas en madera por el artista, entre otras, la estatua de la Virgen llena de Gracia venerada en Zabbar, La Asunción de la Virgen conocida como Santa Marija para el pueblo de Ghaxaq que se considera como la estatua más hermosa con ese tema en Malta y Santa Catalina de Alejandría de Zurrieq.  También se podría señalar que la estatua del arcángel San Miguel que se encuentra en la iglesia parroquial de Cospicua es considerada una de sus obras maestras. Un hecho interesante es que, el modelo preparado durante el proyecto de la estatua de San Miguel estaba hecho de la madera restante utilizada para tallar la estatua de Santa María de Ghaxaq y todavía se conserva en la Sacristía de la Iglesia Parroquial de Ghaxaq. Otras estatuas no religiosas son las fuentes del león y el unicornio que se encuentran a la izquierda y derecha de la entrada de la Concatedral de San Juan en La Valeta y fueron hechas con piedra caliza local. 